# Carl Schlimp

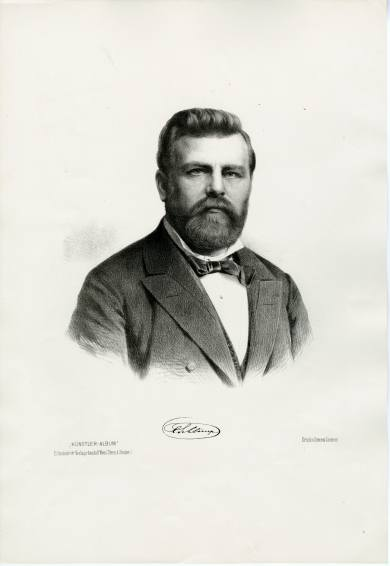
Carl Schlimp (1834–1901)

Carl Schlimp (* 13. Januar 1834 in Welletitz (Böhmen); † 5. Januar 1901 in Wien) war ein deutsch-böhmischer Architekt, Ingenieur und Unternehmer, der in Wien und den böhmischen Ländern tätig war.
Er war einer der führenden Architekten von Eisenbahnbauten in Österreich-Ungarn. Seine Bahnhofsbauten sind meist symmetrische Gebäude mit Mittel- oder Seitenrisaliten.
Als Architekt wirkte er prägend auf das Stadtbild von Wien im Sinn des Historismus. Die in den 1870er Jahren errichteten Gebäude folgten den Grundsätzen der italienischen Renaissance mit symmetrischen Fassaden und klarer Gliederung, einachsigen Seitenrisaliten und plastischen Dekorationselementen. In den 1880er Jahren benutzte er die Stilformen deutscher Renaissancebauten.

## Leben und Wirken

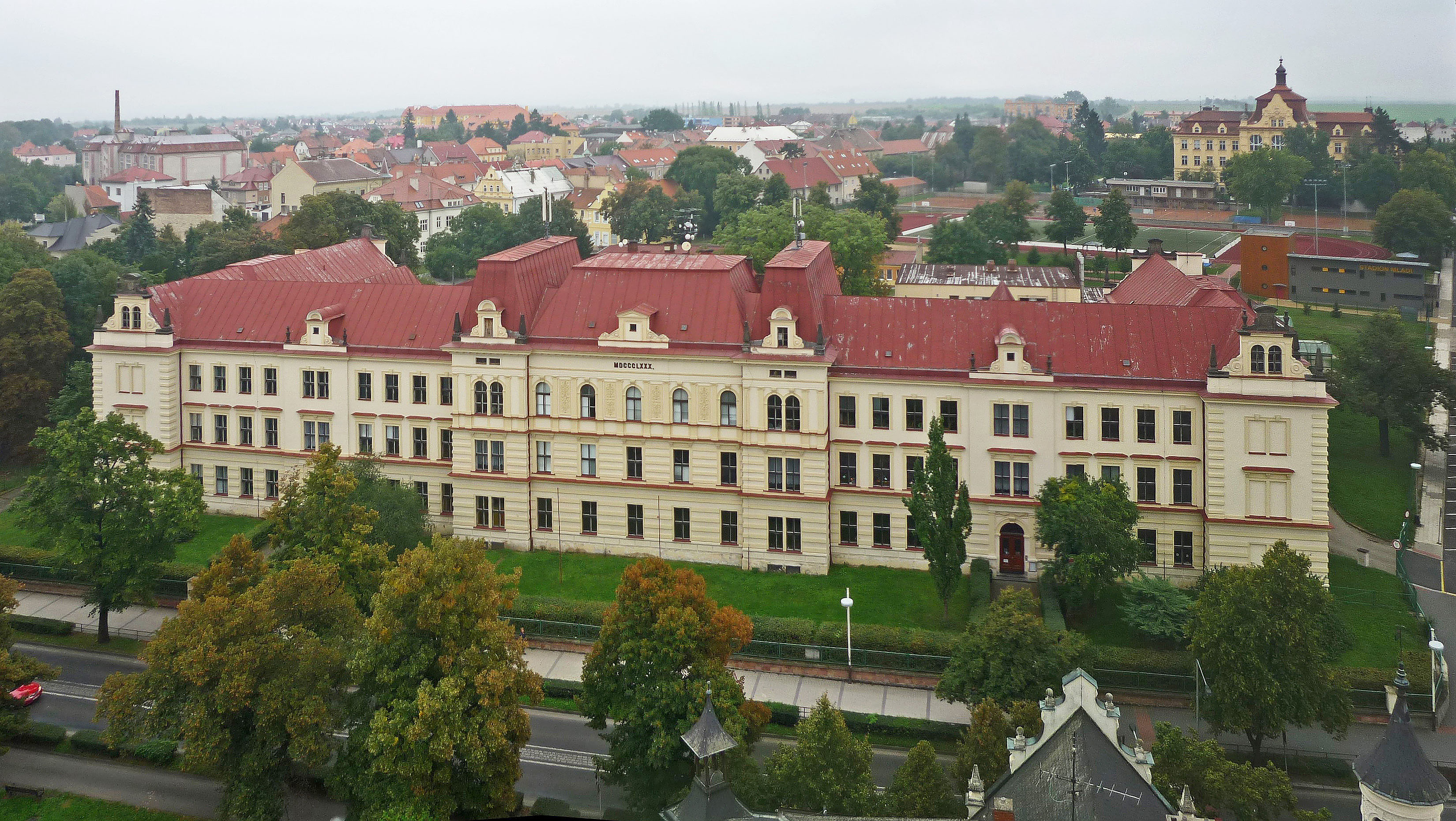
Bürgerschule in Saaz (Žatec)

Der Sohn eines Landwirts und Kaufmanns, geboren 1834 in Welletitz (jetzt Veletice, OT von Holedeč) besuchte von 1850 bis 1852 das Prager Polytechnische Institut.
Danach studierte er am Wiener Polytechnikum Landbau, Wasser- und Straßenbau bei Josef Stummer von Traunfels und Anton Schrötter von Kristelli und von 1854/1855 Architektur an der Architekturschule der Akademie der bildenden Künste Wien. Dort waren Eduard van der Nüll und August Sicard von Sicardsburg seine Lehrer. Im Jahr 1856 wurde Schlimp Assistent der Bauwissenschaft und Baubuchhaltung am Polytechnischen Institut bei Josef Stummer von Traunfels und unternahm eine Studienreise nach Italien. Er wurde Mitglied des Österreichischen Ingenieur- und Architektenvereins.
Im Jahr 1858 wurde er Mitarbeiter der Südbahn-Eisenbahngesellschaft unter der Baudirektion von Wilhelm von Flattich. Ab 1860 war er als Ingenieur verantwortlich für die Bauausführung der Hochbauten am Wiener Südbahnhof und an den Stationen Hetzendorf, Atzgersdorf und Liesing. Ab 1865 war er als Mitarbeiter des Zentralbüros der Baudirektion an der Projektierung der Hochbauten der Brennerbahn und einem Projekt für den Umbau des Bahnhofs Triest beteiligt.
Im Jahr 1868 wechselte er als Inspektor und Vorstand der Hochbauabteilung zur neu gegründeten Österreichischen Nordwestbahn-Gesellschaft und projektierte bis 1872 fast alle Hochbauten der Nordwestbahn, die von Wien über Znaim bis Nimburg und weiter nach Jungbunzlau (Mladá Boleslav) sowie von Lissa nach Prag führte.
Seine Typbauten für die Bahnhöfe der neuen Eisenbahnstrecken wirkten stilbildend in der gesamten Donaumonarchie und hatten einen hohen Wiederverwendungswert. 1871 erwarb er die Baumeisterkonzession.
Sein berühmtester Bau war der Prager Nordwest-Bahnhof (1872–1875), der als einer der schönsten mitteleuropäischen Bahnhöfe galt, aber 1985 vollständig abgerissen wurde.
Ab 1872 war er zunächst Mitarbeiter der Generalbauunternehmung, später als selbständiger Unternehmer für den Bau der Elbetalbahn von Nimburg nach Tetschen-Mittelgrund tätig, die den Anschluss an die Nordwestbahn herstellte.
Neben seiner Tätigkeit für verschiedene Eisenbahngesellschaften projektierte Schlimp ab 1875 auch Wohn- und Geschäftshäuser sowie Schulen.

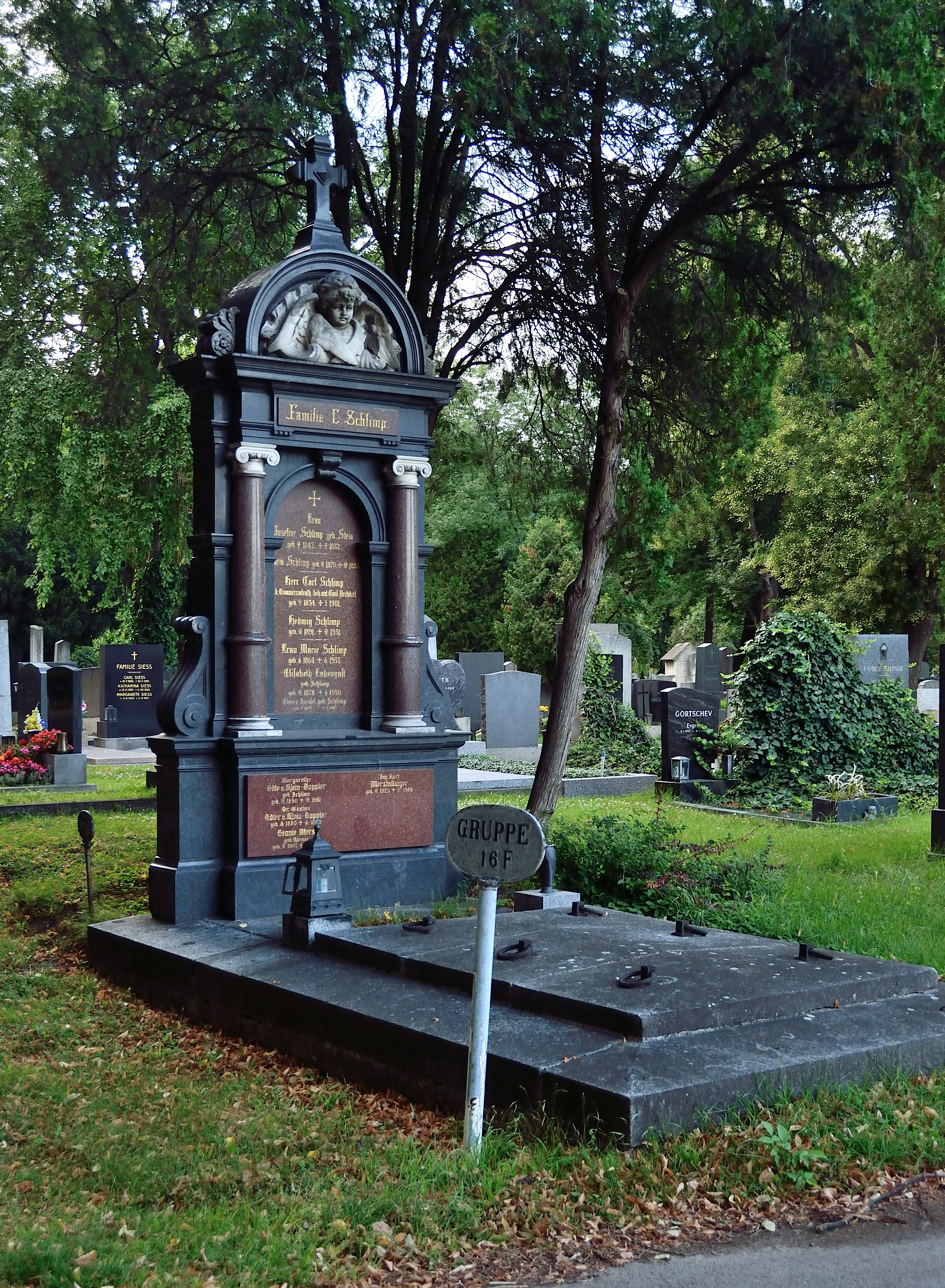
Ehrengrab von Carl Schlimp auf dem Wiener Zentralfriedhof

Im Jahr 1876 erwarb Schlimp eine Klinkerfabrik in Schattau (Šatov) in der Nähe von Znaim, die ab 1879 als „Erste Schattauer Kunstbasaltstein-, Chamotten- und Steinzeugwaaren Fabrik. C. Schlimp, vorm C. Hellwag und Comp.“ firmierte. 1898 wurde der Betrieb unter der Leitung seines Sohnes Carl Schlimp in die „Erste Schattauer Thonwaarenfabriks-AG vormals C. Schlimp“ umgewandelt. 1884 gründete er das Kaolinschlämmwerk in Winau (Únanov) bei Znaim. Anlässlich des 40-jährigen Regierungsjubiläums von Kaiser Franz Joseph I. stiftete Schlimp zwei Stipendien für Schüler aus seinem Geburtsort Welletitz und für die Fachschule der Ton-Industrie in Znaim. 1894 legte Carl Schlimp gemeinsam mit Leopold Nobis ein „Projekt für die Einwölbung des Wienflusses mit Klinker-Steinen“ vor. Das Büro von Carl Schlimp befand sich in Wien, Hessgasse 7. In Wien 21, Floridsdorf (Strebersdorf) wurde 2017 der Schlimpweg auf dem Gelände der ehemaligen Roigk-Gründe nach ihm benannt.
Nach den Angaben auf dem Ehrengrab am Wiener Zentralfriedhof war Carl Schlimp zweimal verheiratet und hatte insgesamt fünf Töchter. Er wurde zum Professor für Bauwesen ernannt, war Präsident der niederösterreichischen Ingenieur-Kammer und erhielt zahlreiche Auszeichnungen:
- 1878 Silbermedaille bei der Weltausstellung Paris 1878 (an die Firma Schreinerei Brüder Schlimp)
- 1888 Goldenes Verdienstkreuz mit der Krone
- 1890 Franz-Joseph-Orden
- 1893 Ernennung zum Kommerzialrat

## Werke

### Bauten
- 1861 Bahnhof Nagykanizsa (Kanizsa) der Südbahngesellschaft, Bahnstrecke Buda-Nagykanizsa (Ungarn)[5]
- 1861 Bahnhof Balatonszentgyörgy (1895 von Ferenc Pálinkás umgebaut)
- 1865 Wohnhaus, Wien 6, Sandwirtgasse 10 (abgerissen und durch Neubau ersetzt)
- 1868–1872 Hochbauten für die Nordwestbahn, u. a. die Bahnhöfe in Znaim (Znojmo), Iglau (Jihlava) und Deutschbrod (Havlíčkův Brod)
- 1870 Bahnhof Jedlesee (ein zweigeschossiger Baukörper, längsgerichtetes Satteldach mit Querdach über dem Mittelrisalit, Sichtziegel bei Sockel, Gesimsen, Fensterumrahmungen und an den Ecklisenen, 2003 abgerissen)[6]
- 1871 Bahnhof Martinitz im Riesengebirge (Martinice v Krkonoších)[7] (unter Denkmalschutz ID-Nr. 105843)
- 1872–1875 Prager Nordwest-Bahnhof (Praha-Těšnov) (1985 abgerissen)
- um 1872 Eisenbahnkolonie in Nimburg (Nymburk) und Empfangsgebäude in Friedland (Frýdlant)
- 1874 Dampfwerk in Aussig-Schreckenstein (unter Denkmalschutz ID-Nr. 104623)
- 1875–1876 Direktionsgebäude der Lohner-Werke – Wohn- und Geschäftshaus des k. k. Hofwagenfabrikanten Jakob Lohner, Wien 9, Porzellangasse 2, Servitengasse 1 (ein Beispiel für die Anwendung der italienischen Renaissance)
- 1876 Wohnhäuser, Wien 4, Mostgasse 9–11 (nach 1945 verändert, Fassadendekor entfernt, Nr. 11 vermutlich ein Neubau)
- 1878 Rosenhügelreservoir, Wien 13 (zusammen mit Agular und Eduard Skazil) (unter Denkmalschutz ID-Nr. 9527)
- 1879 Knaben- und Mädchen-Volksschule 6, Stumpergasse 56 (abgetragen und durch Neubau ersetzt)
- 1879–1881 Bundesrealgymnasium Wien 6, Marchettigasse 3, viergeschossiger Bau mit zusätzlicher Gliederung und geraden Fensterverdachungen. Erdgeschoss, Seitenrisalite und der Portalbereich mit Reliefdekor, sonst Sichtziegel (unter Denkmalschutz ID-Nr. 20411)[8]
- 1880 Bürgerschule in Saaz (Žatec) (ein Bau von 97 m Länge, unter Denkmalschutz)
- 1882–1884 Fünf Wohnhäuser, Wien 9, Servitengasse 16–22, Hahngasse 25–25a (ein Beispiel für die Anwendung deutscher Renaissance-Stilformen)
- 1884/1885 Haus Schlimp, Wien 3, Strohgasse 24 / Veitgasse 18 (nach 1945 verändert, Dekoration entfernt)
- 1887 Wohn- und Geschäftshaus Wien 1, Wipplingerstraße 15 (Geschäftszone teilweise verändert) (unter Denkmalschutz ID-Nr. 9905)[9]
- 1887 Wohnhaus, Wien-Brigittenau, Wintergasse 11
- 1887 Wasserreservoir auf dem Wienerberg, Wien 10
- 1889–1890 Anstaltskirche St. Josef der Landesnervenklinik Maria Gugging (Niederösterreich) (zusammen mit Friedrich Kleibl (1856–um 1927), 1906 erweitert)
- 1896–1898 Einwölbung des Wienflusses mit Schattauer Klinkern (zusammen mit Eduard Skazil)

### Entwürfe
- Projekt für den Umbau des Bahnhofs Triest
- Projekt für den Wiener Nordwestbahnhof (1870)
- Projekt Landesirrenanstalt in Dobrzan bei Pilsen (jetzt Psychiatrisches Krankenhaus Dobřany, Tschechien) (1876). Ausführung vermutlich nach dem Entwurf von Josef Benischek.
- Projekt für den Central-Viehhof Wien (1879)
- Projekt Irrenanstalt in Budapest
- Projekt Krankenhaus Rudolfstiftung
- Projekt Landesbank in Altenburg

### Veröffentlichungen
- Carl Schlimp: Hochbauten der Österreichischen Nord-Westbahn. In: ZÖIAV 24.1872, S. 1–6, Bl. 1–2.
- Carl Schlimp: Über den Bau der königlich böhmischen Landesirrenanstalt zu Dobran bei Pilsen. In: WÖIAV 2.1877, S. 127–131.
- Carl Schlimp, Leopold Nobis: Projekt für die Einwölbung des Wienflusses mit Klinker-Steinen. Wien 1894.

### Galerie

#### Bahnhofsbauten

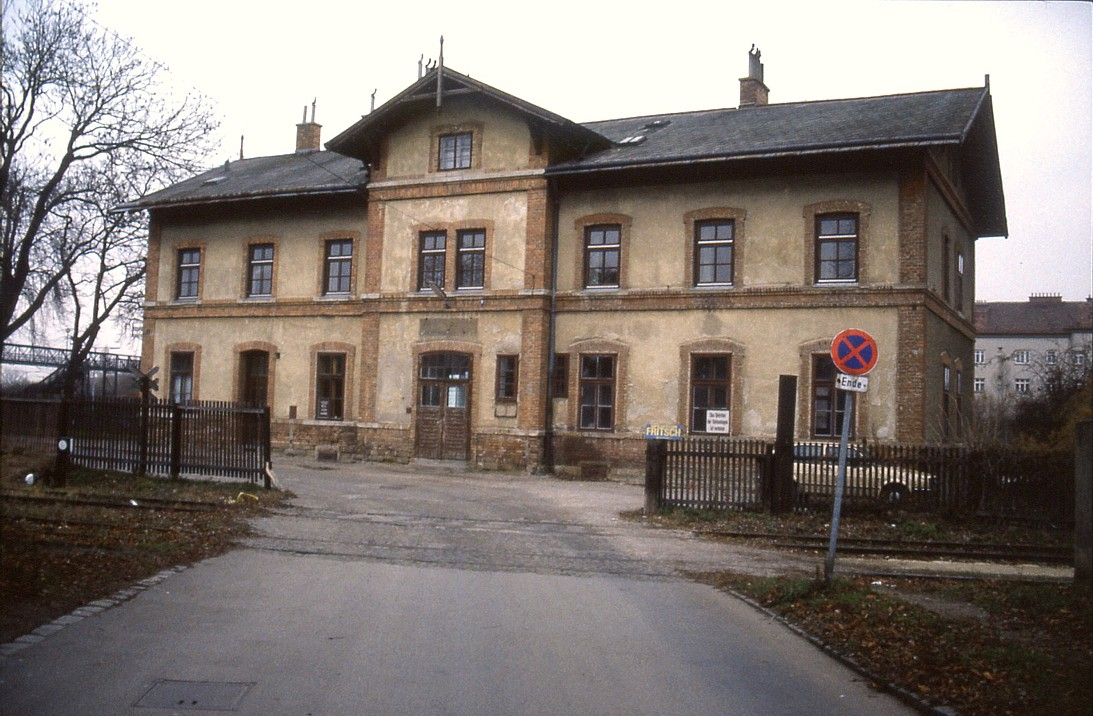
Ehem. Bahnhof Jedlesee
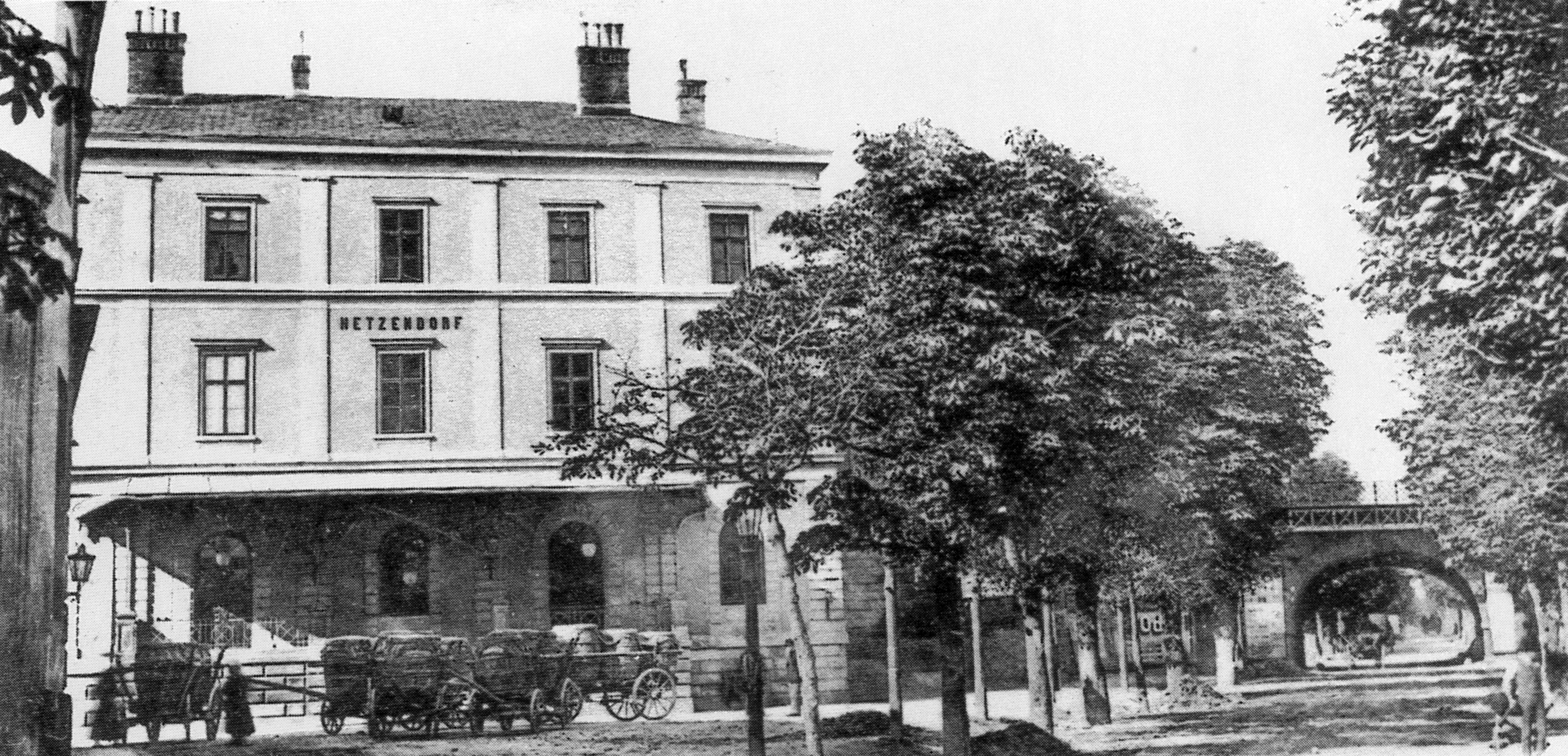
Bahnhof Wien-Hetzendorf
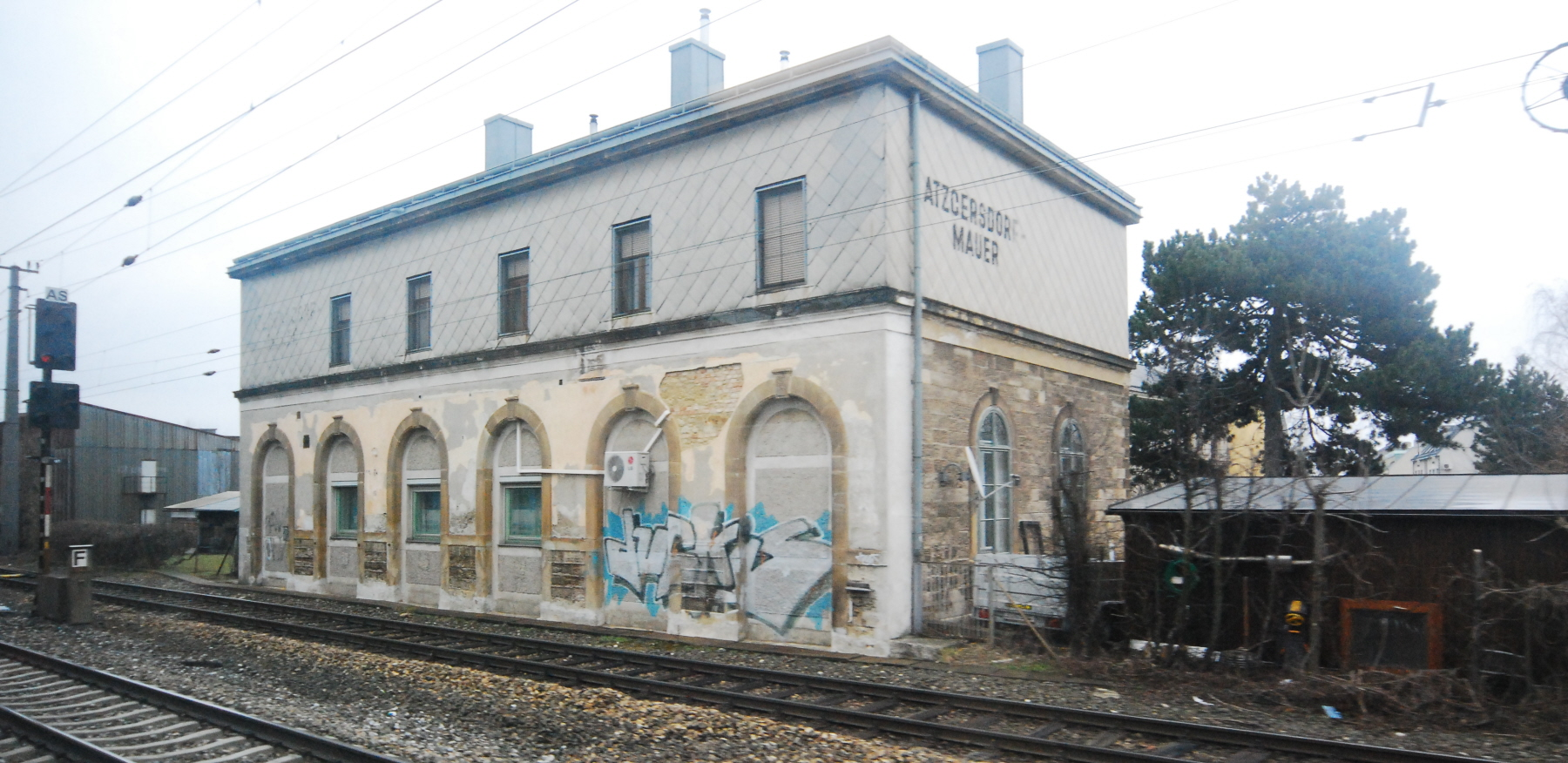
Bahnhof Wien Atzgersdorf-Mauer
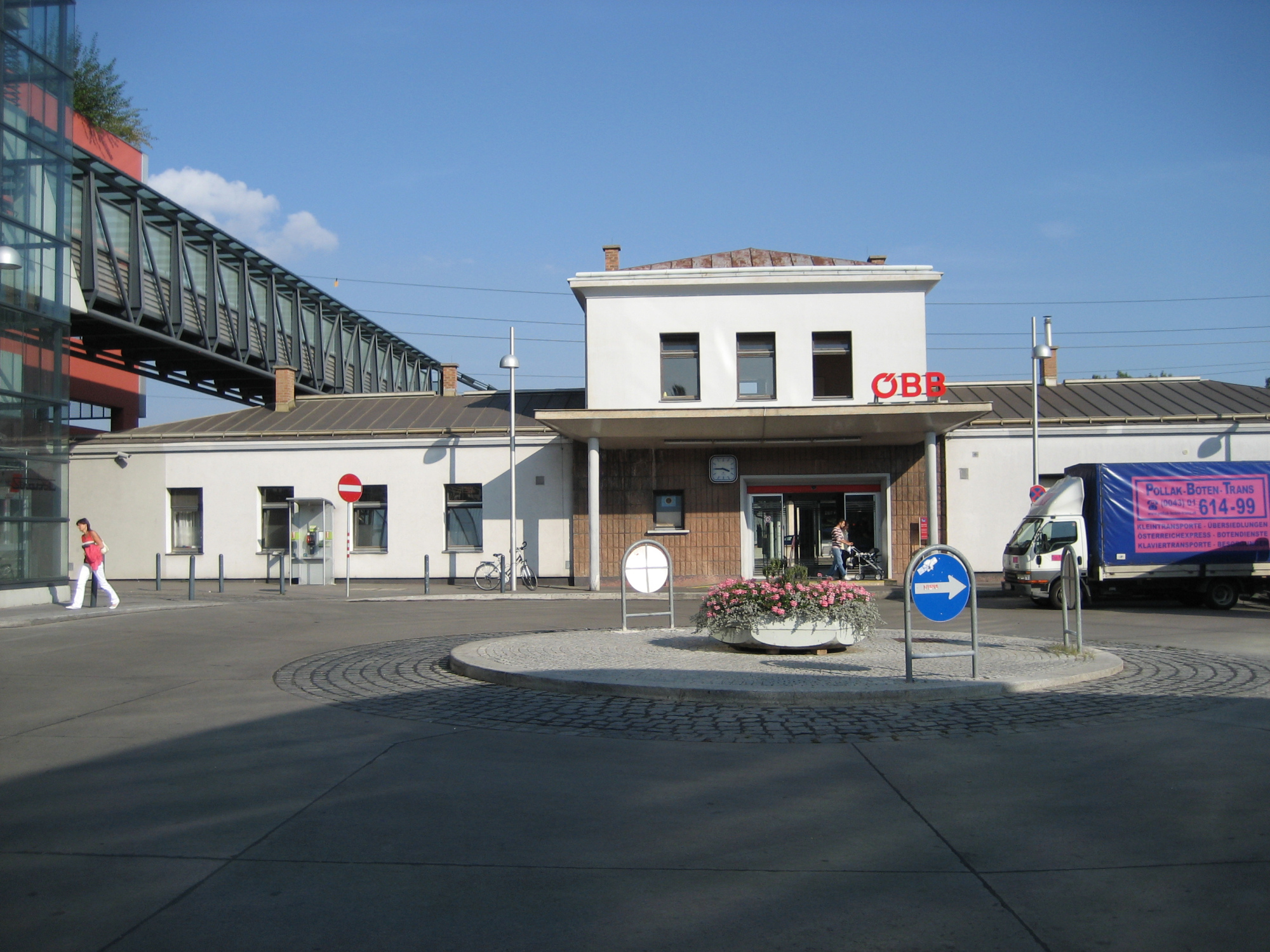
Bahnhof Wien-Liesing
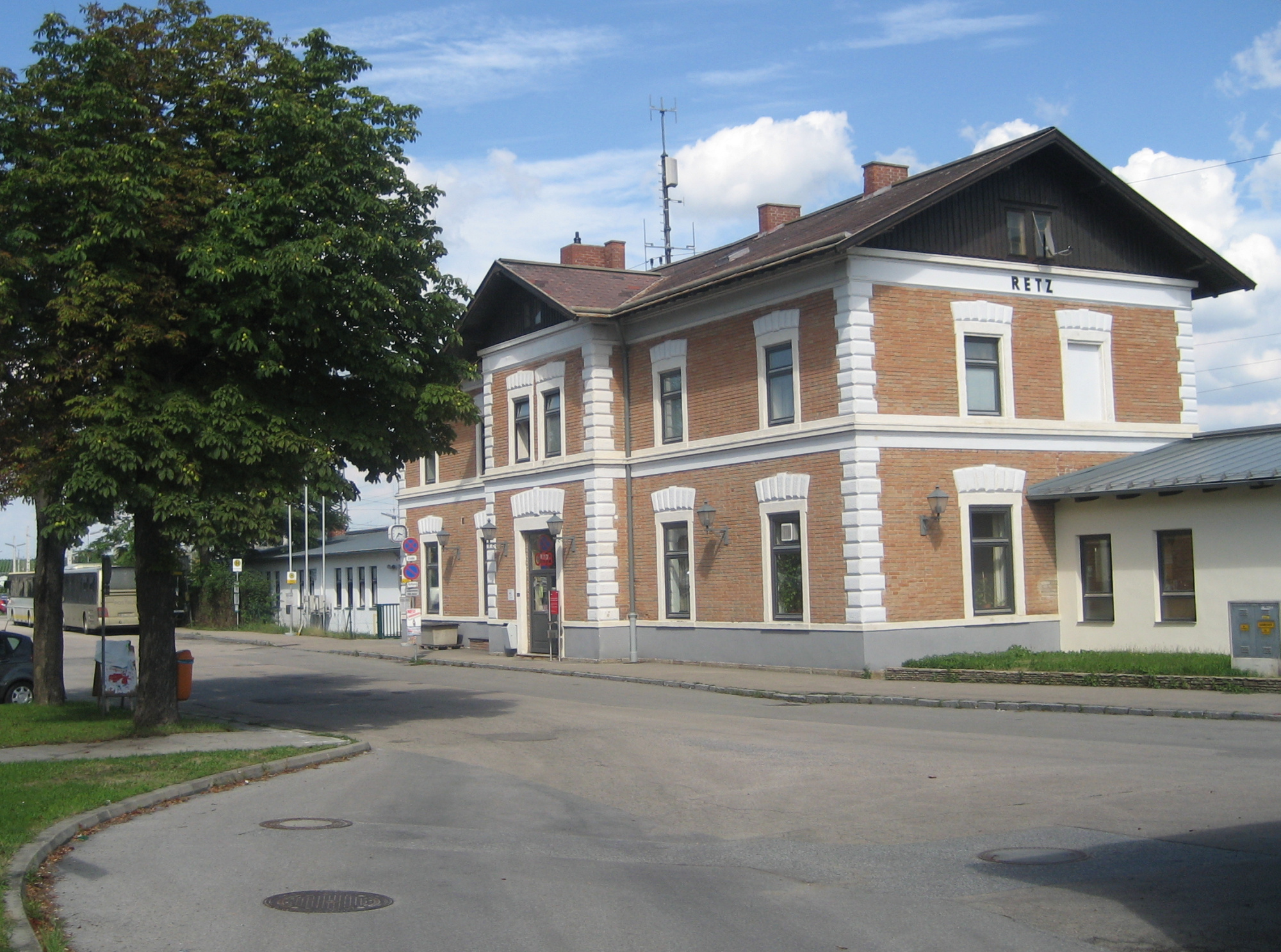
Bahnhof Retz
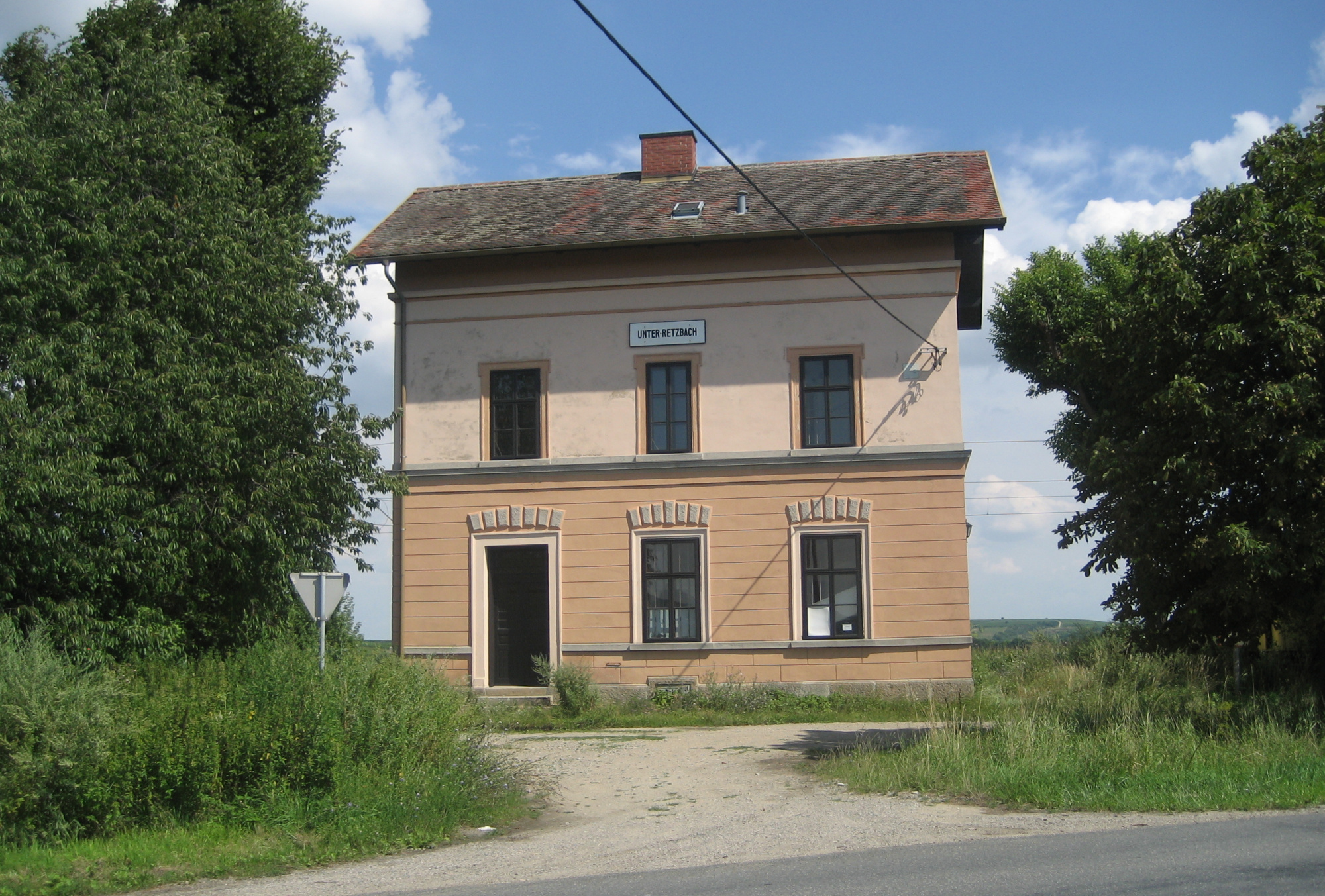
Bahnhof Unter Retzbach
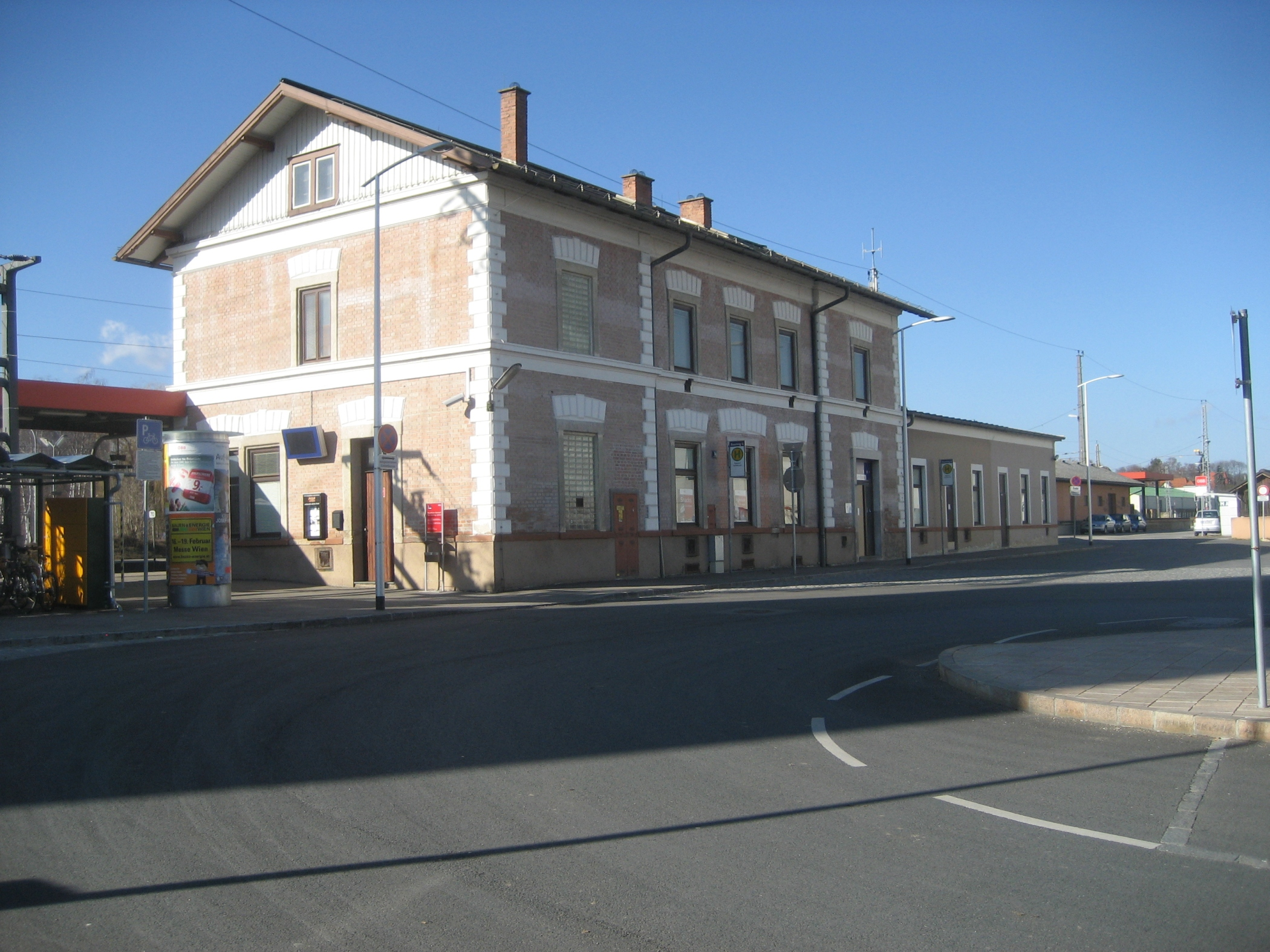
Bahnhof Hollabrunn
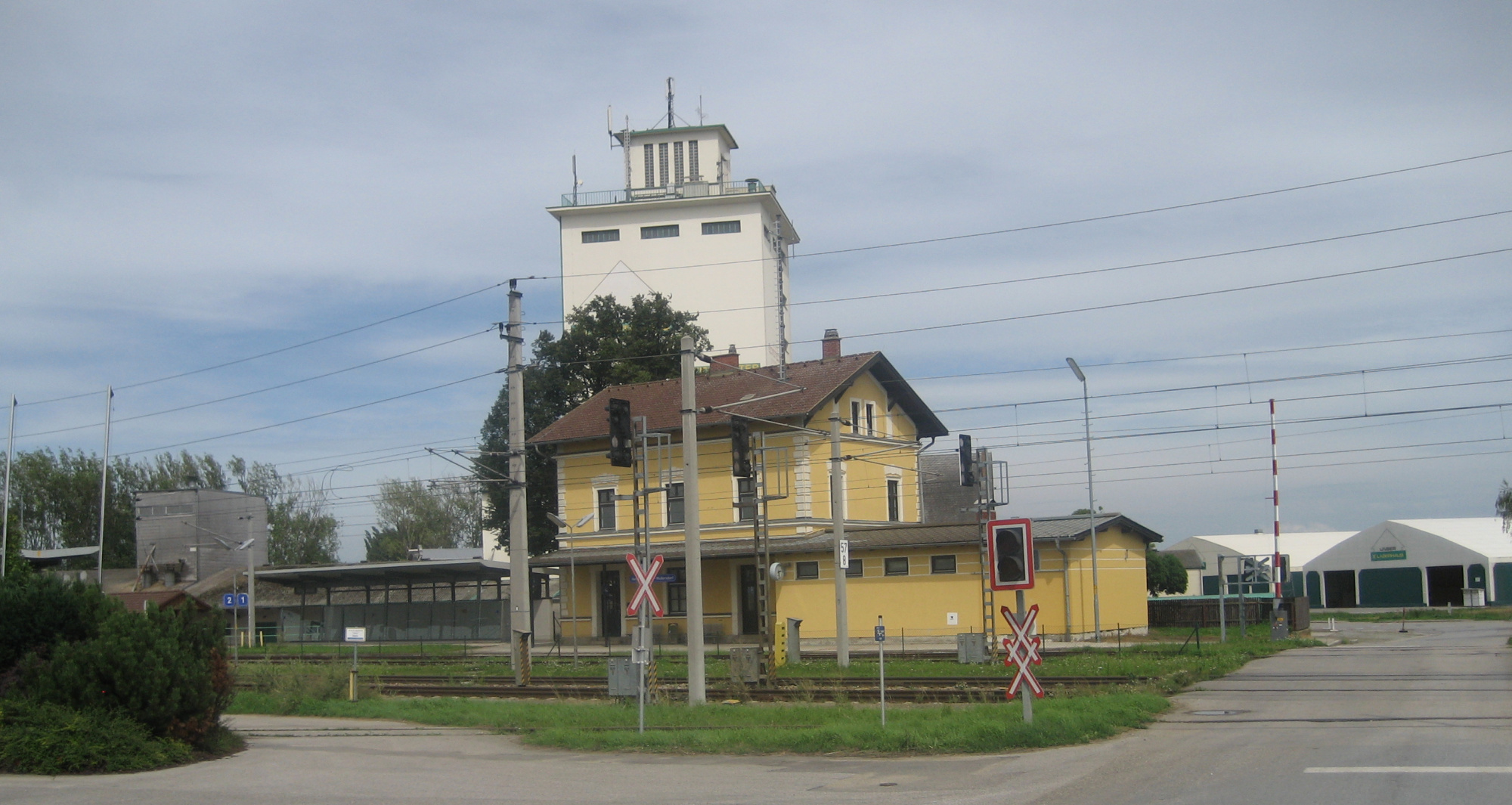
Bahnhof Hetzmannsdorf-Wullersdorf
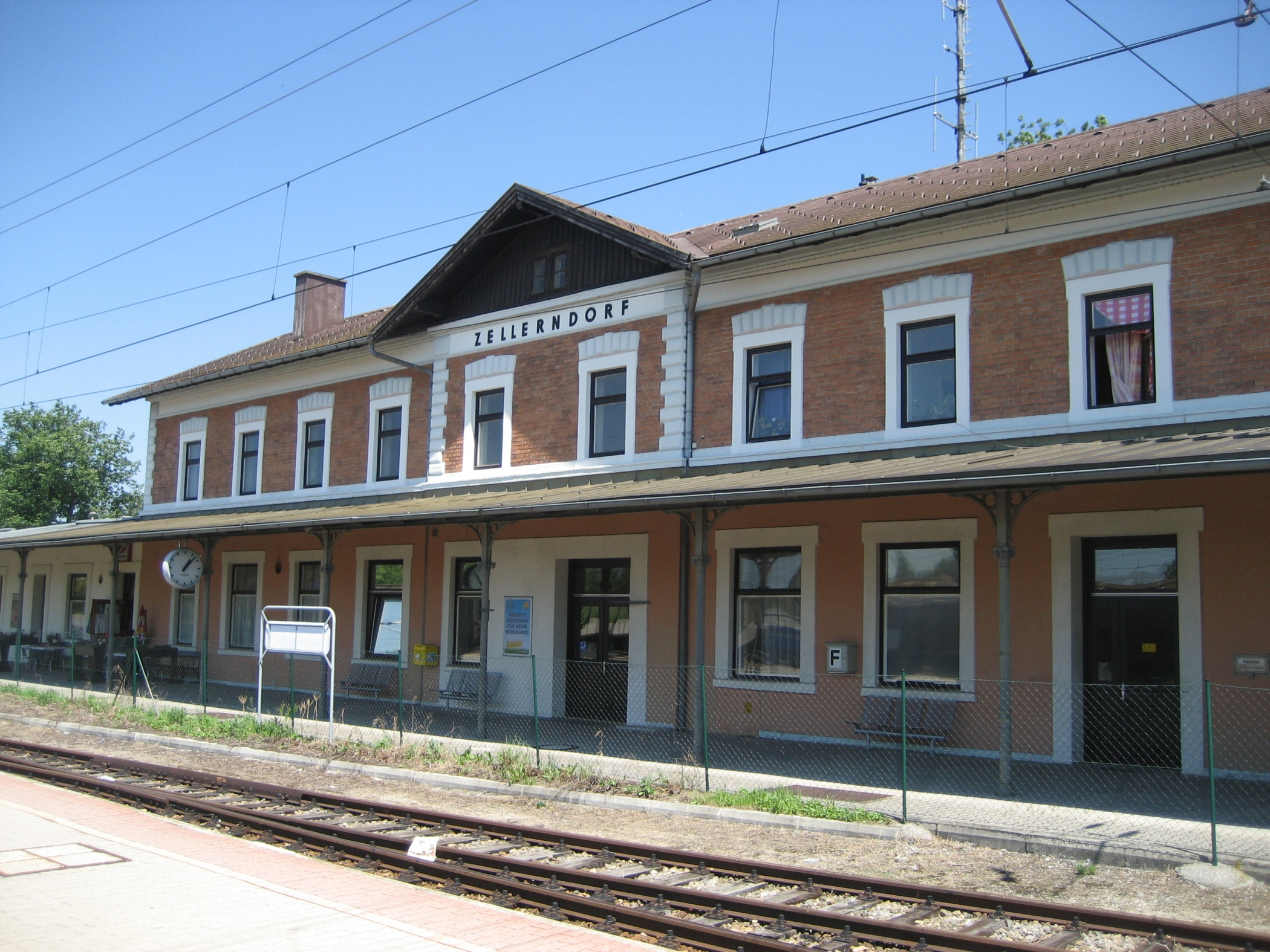
Bahnhof Zellerndorf
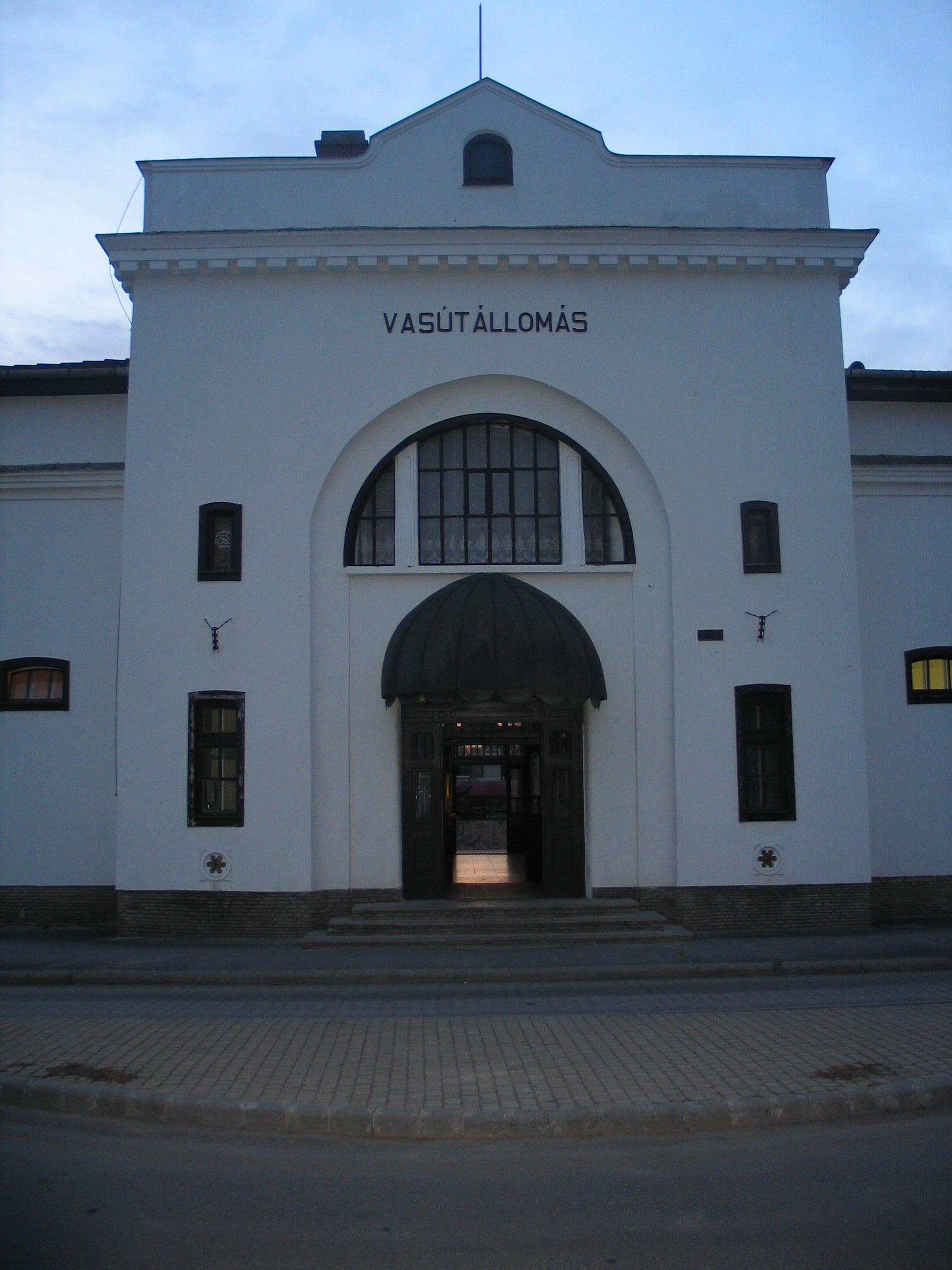
Bahnhof Nagykanizsa
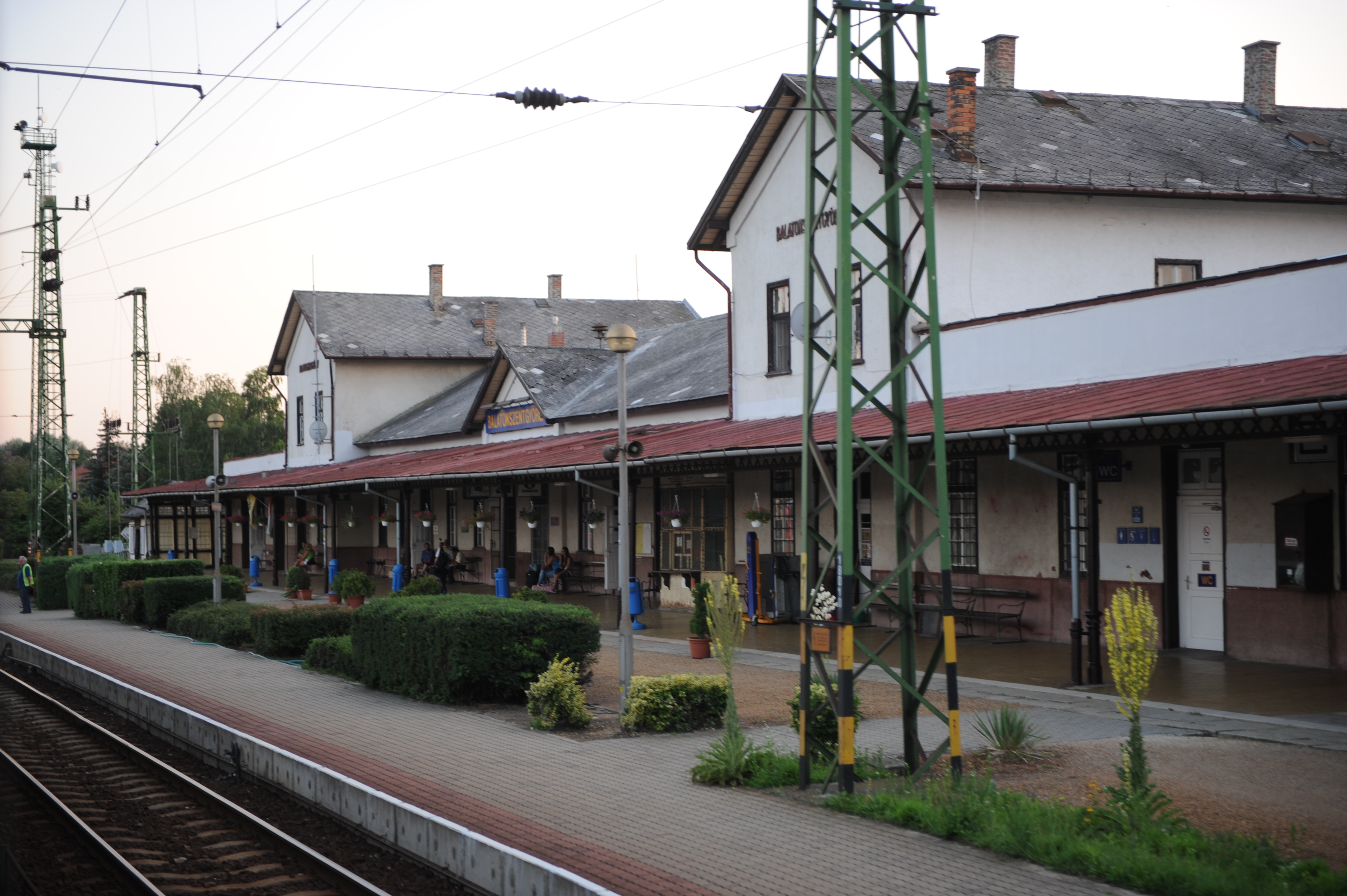
Bahnhof Balatonszentgyörgy
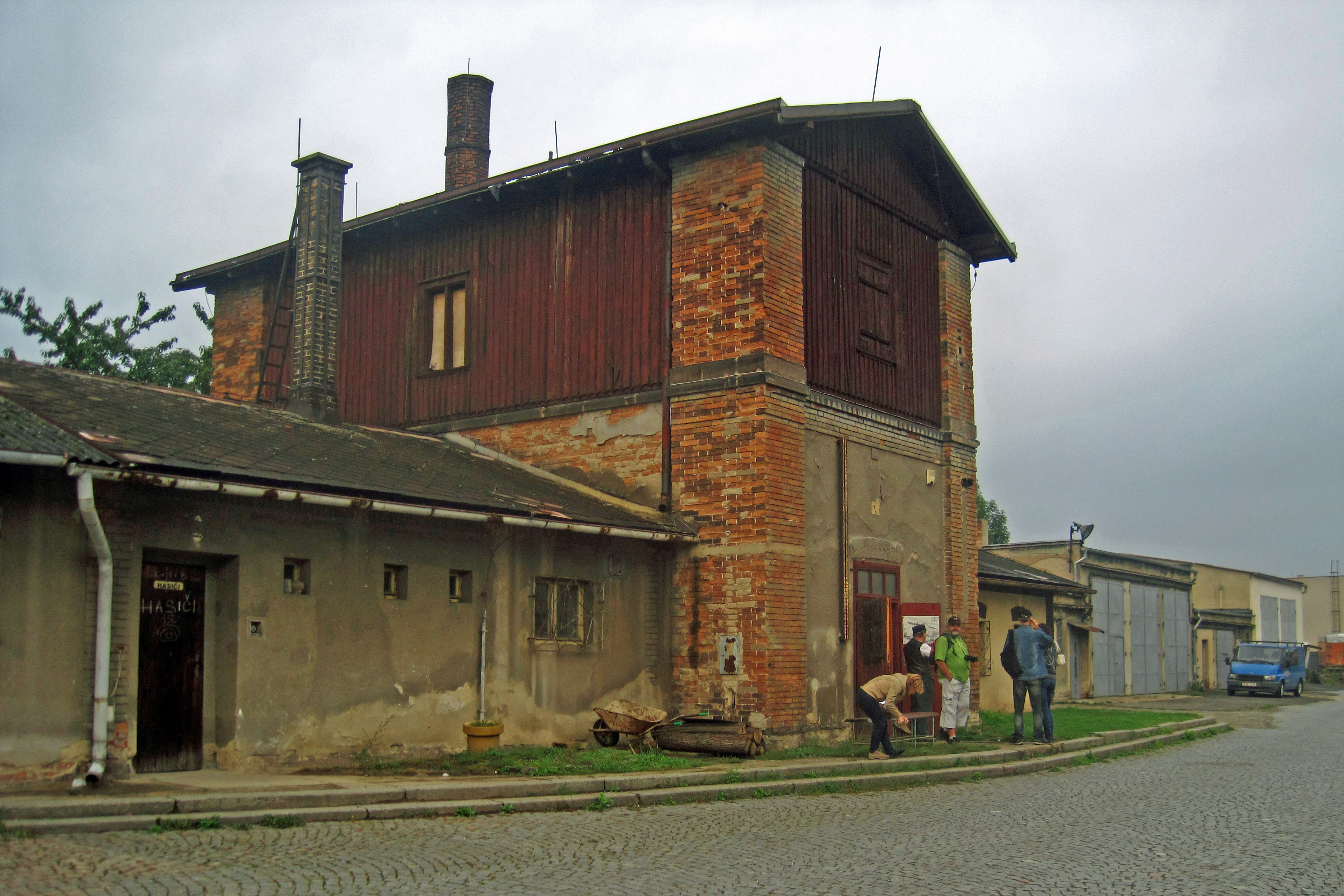
Dampfwerk am Bahnhof Ústí-Střekov
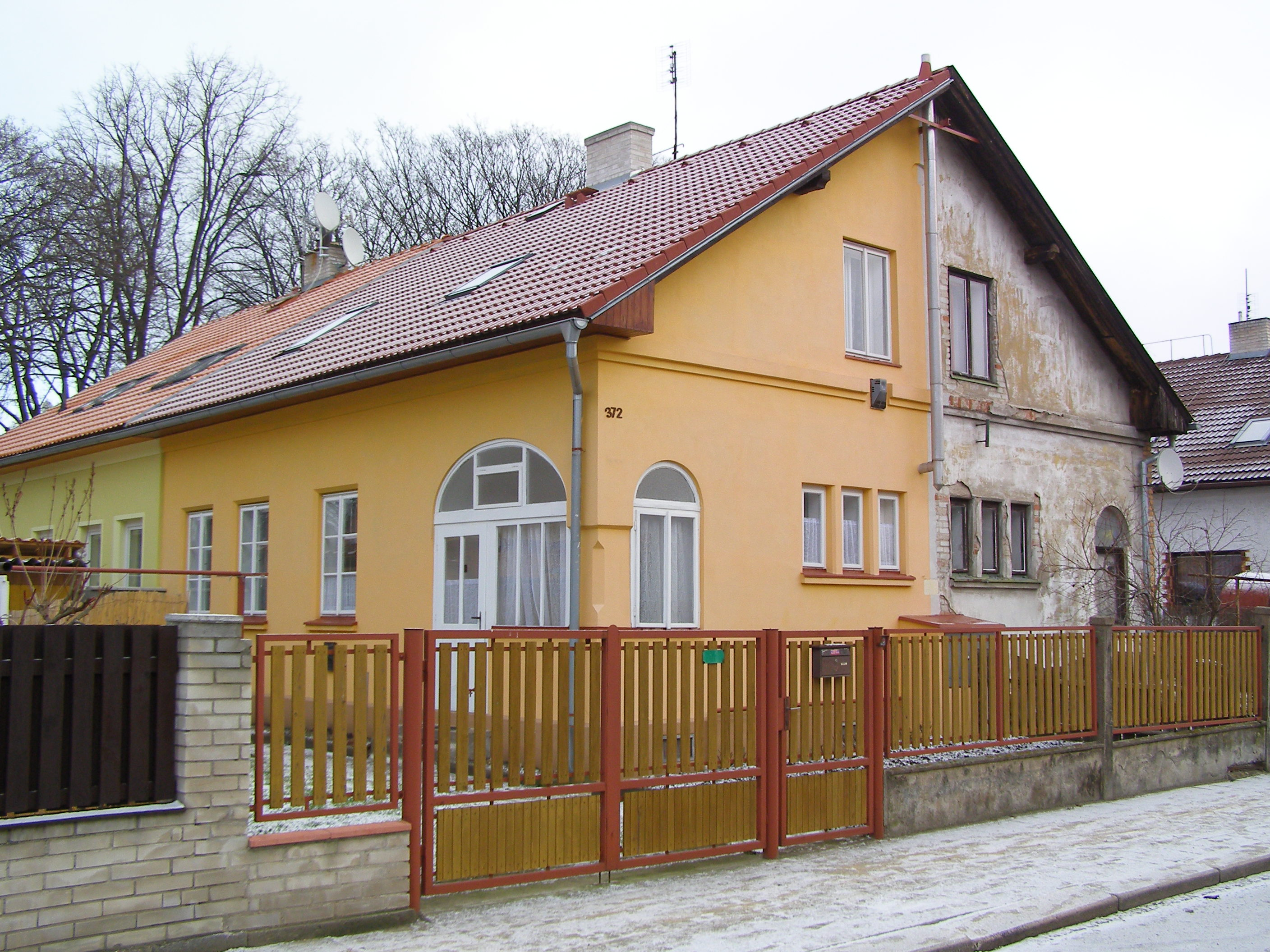
Eisenbahnkolonie in Nymburk, Husova
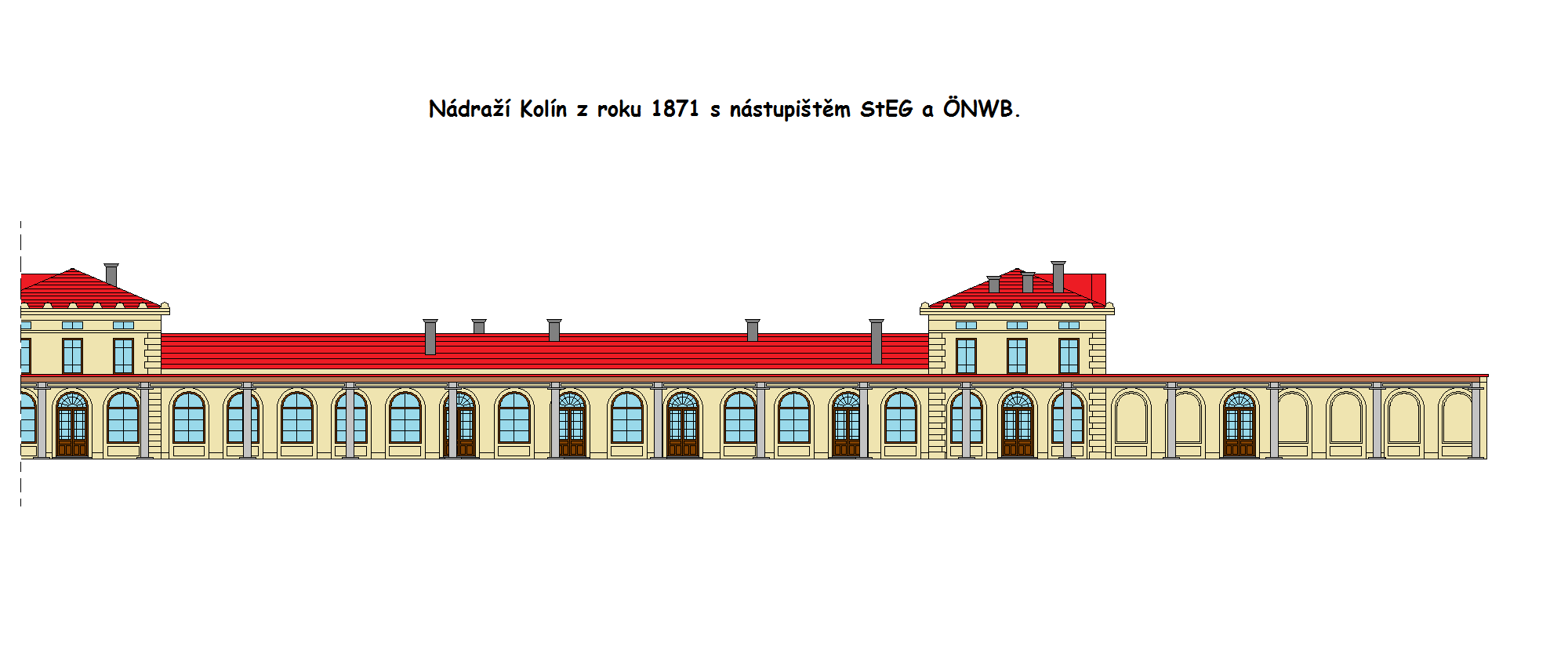
Bahnhof Kolín (nicht ausgeführter Entwurf)
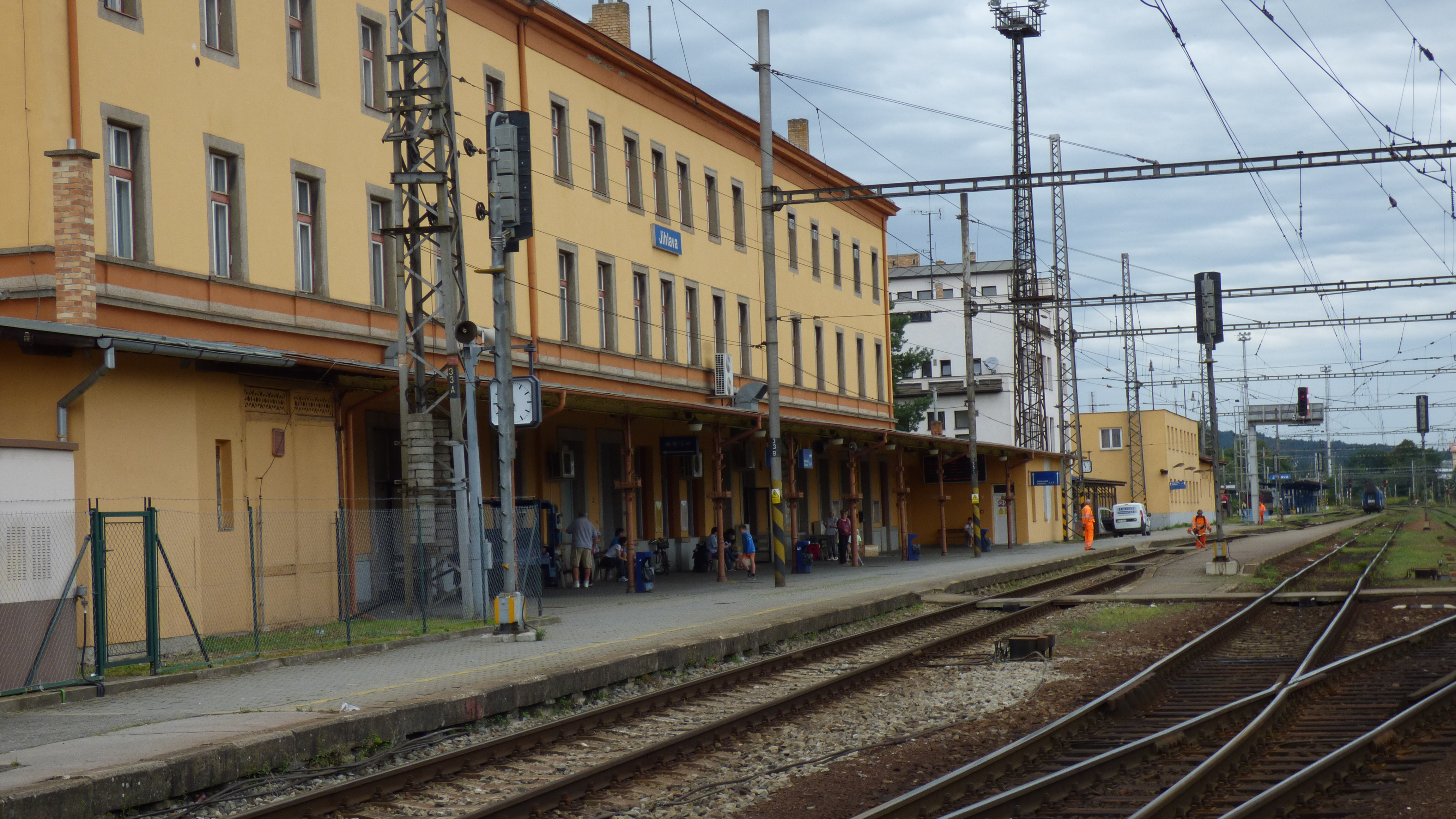
Bahnhof Jihlava
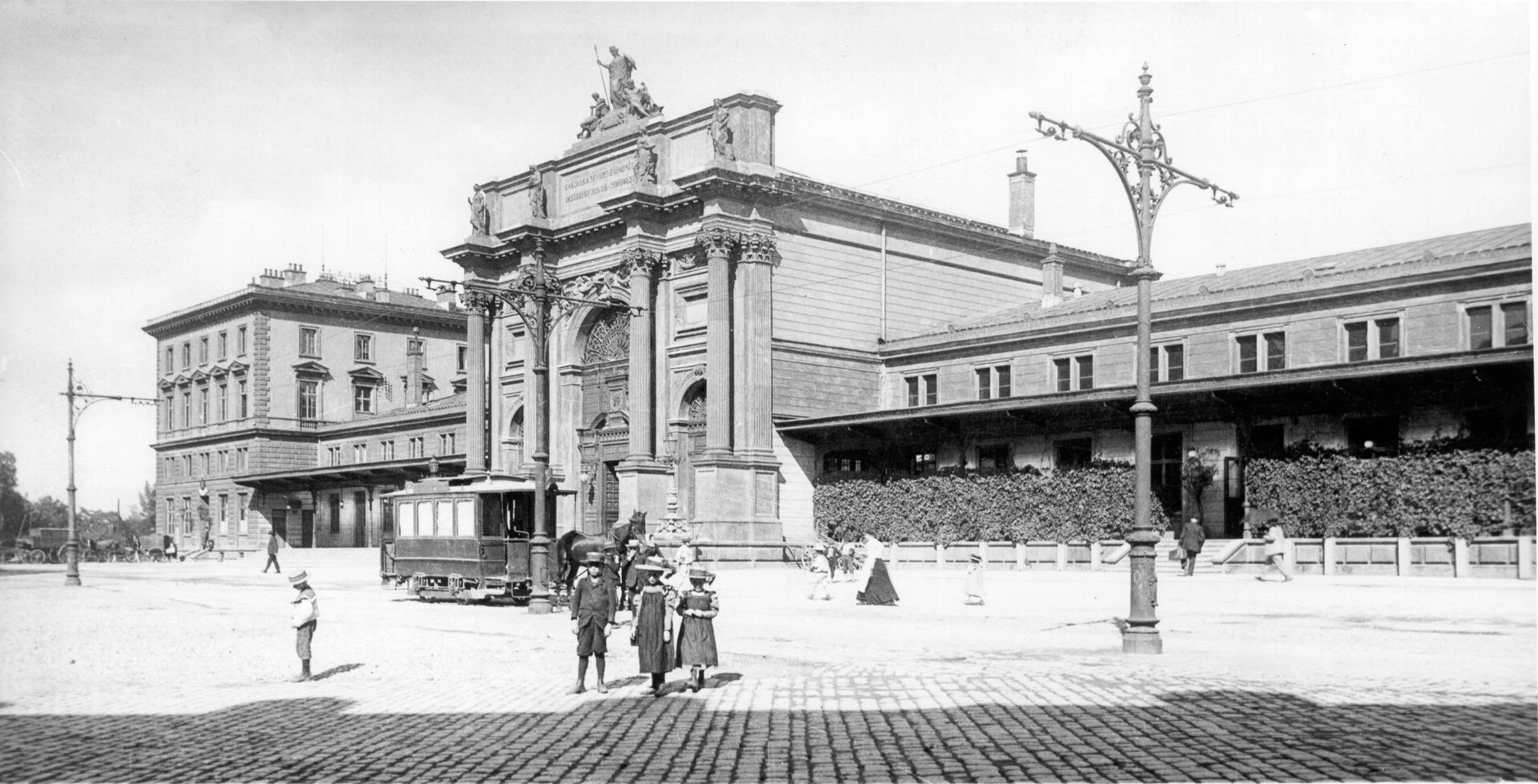
Ehem. Bahnhof in Prag-Tešnov
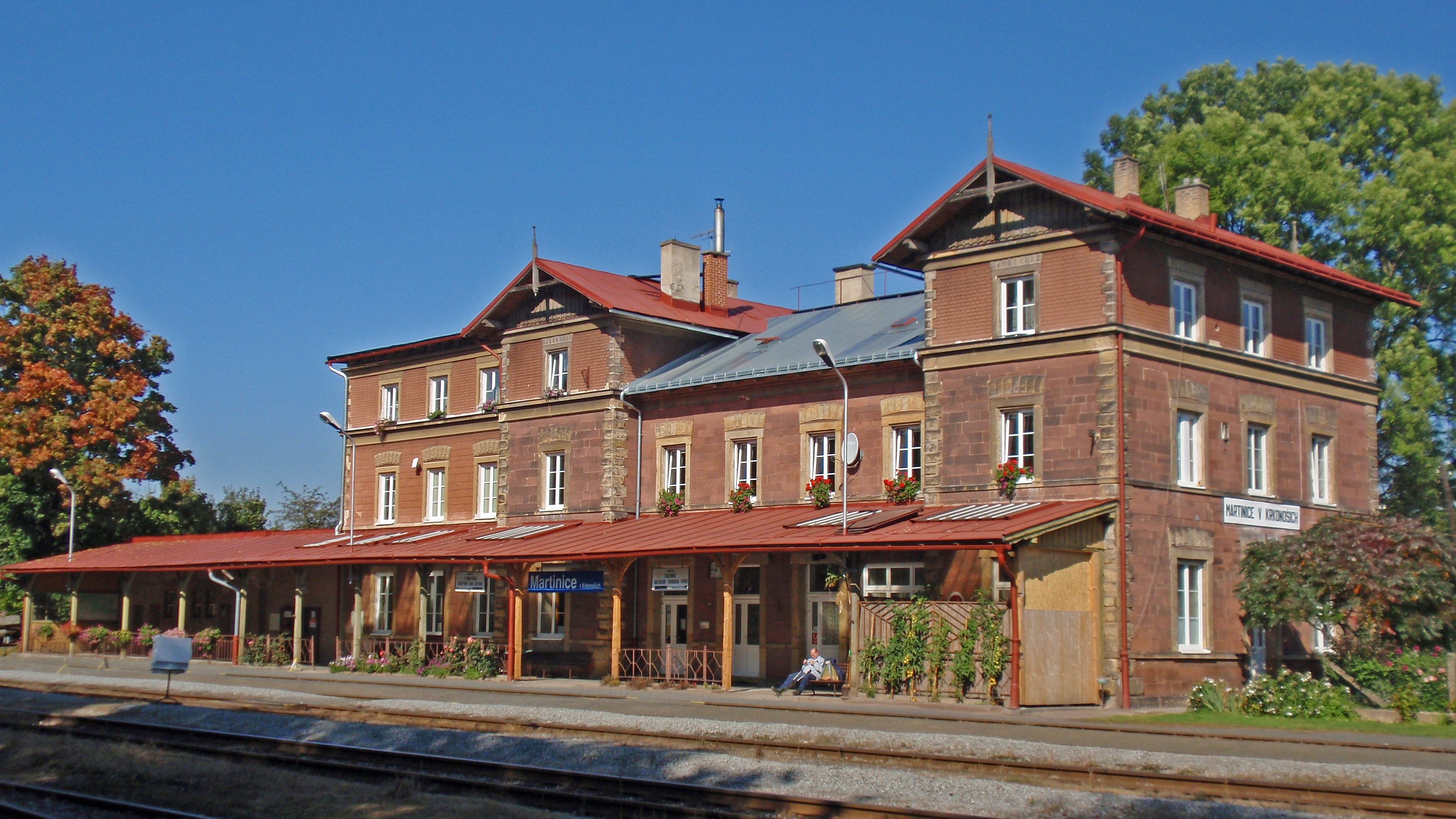
Bahnhof Martinice v Krkonoších
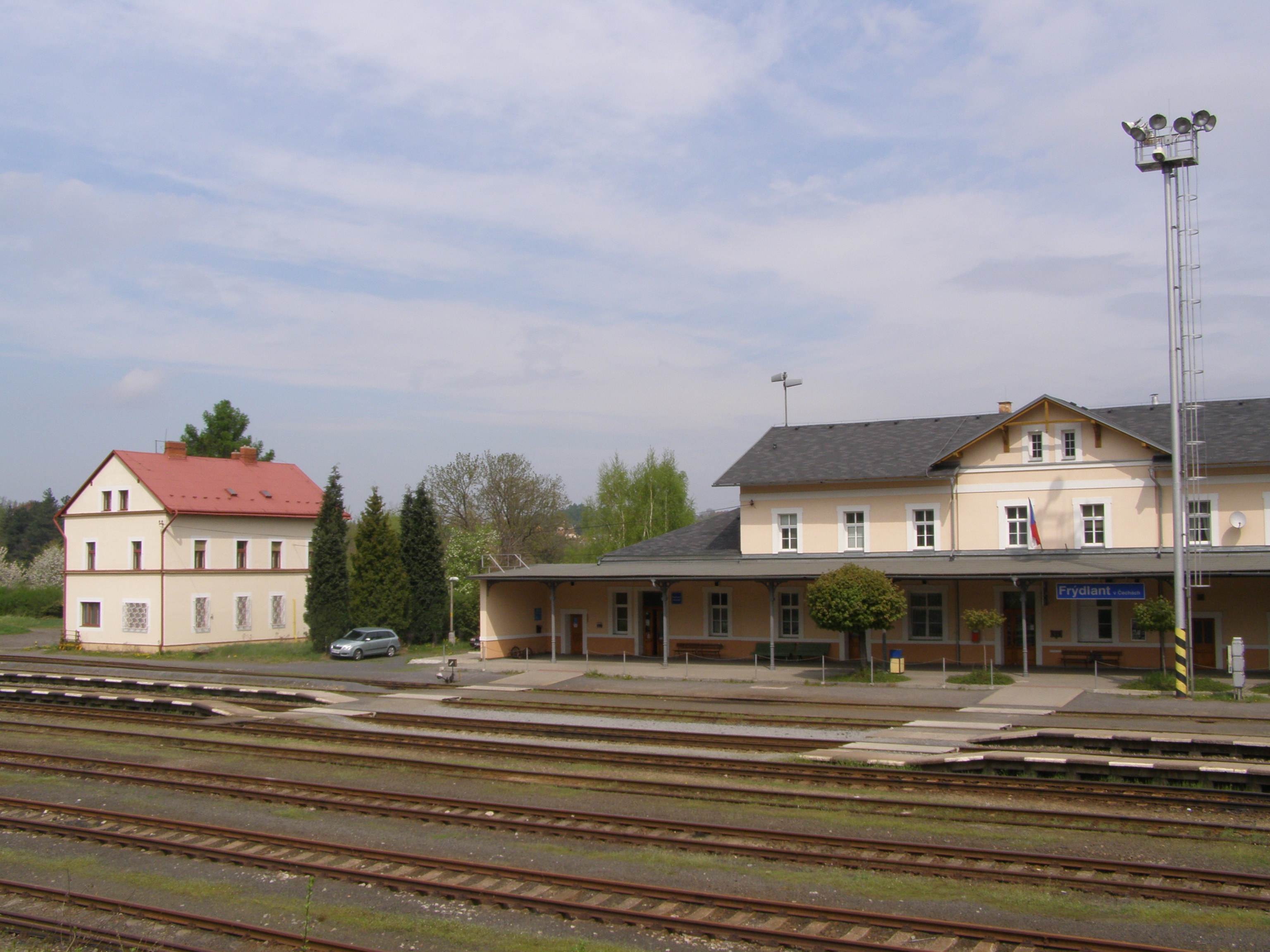
Bahnhof Frýdlant

#### Bauten in Wien

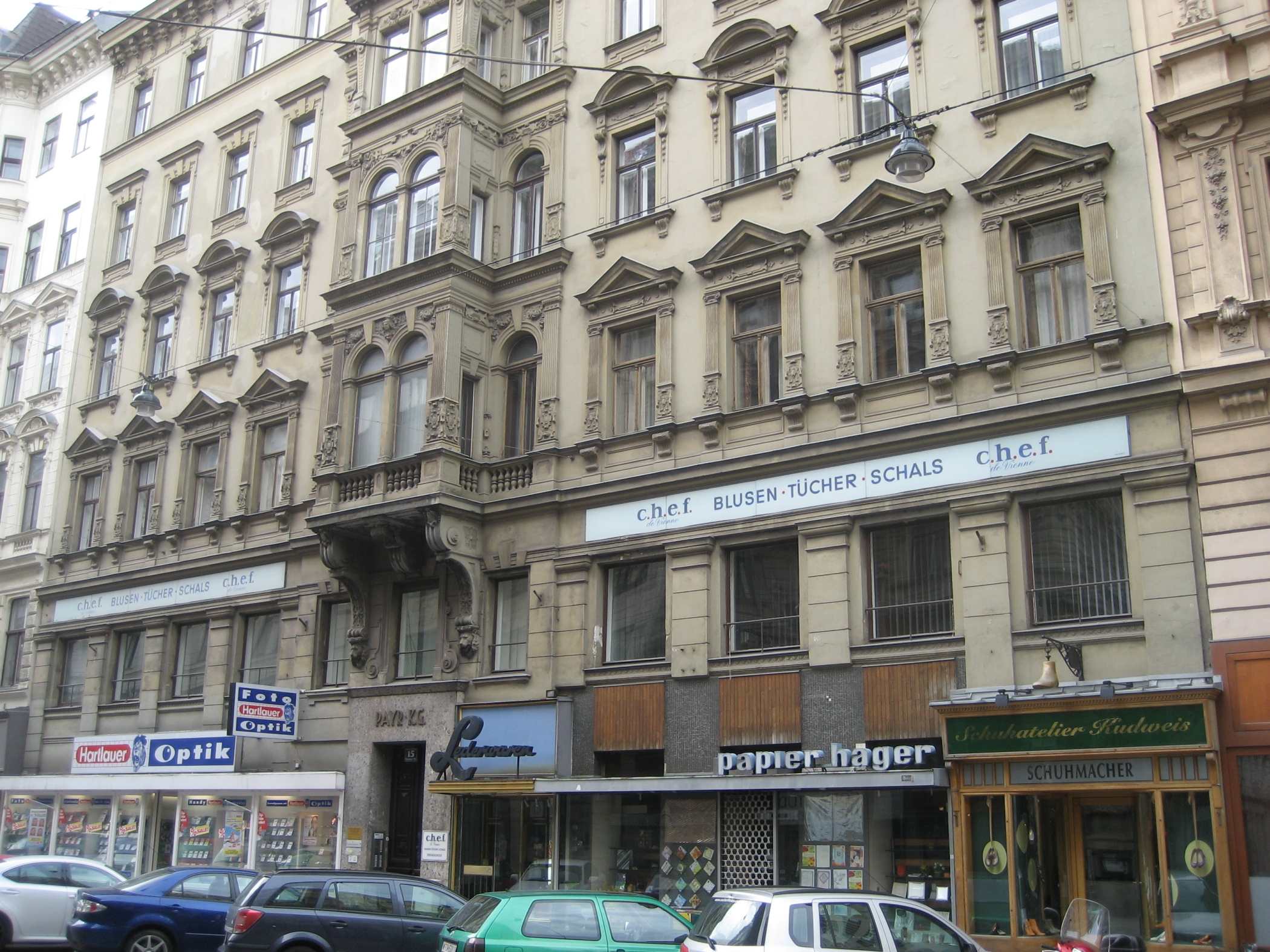
Wien, Haus Wipplingerstr. 15
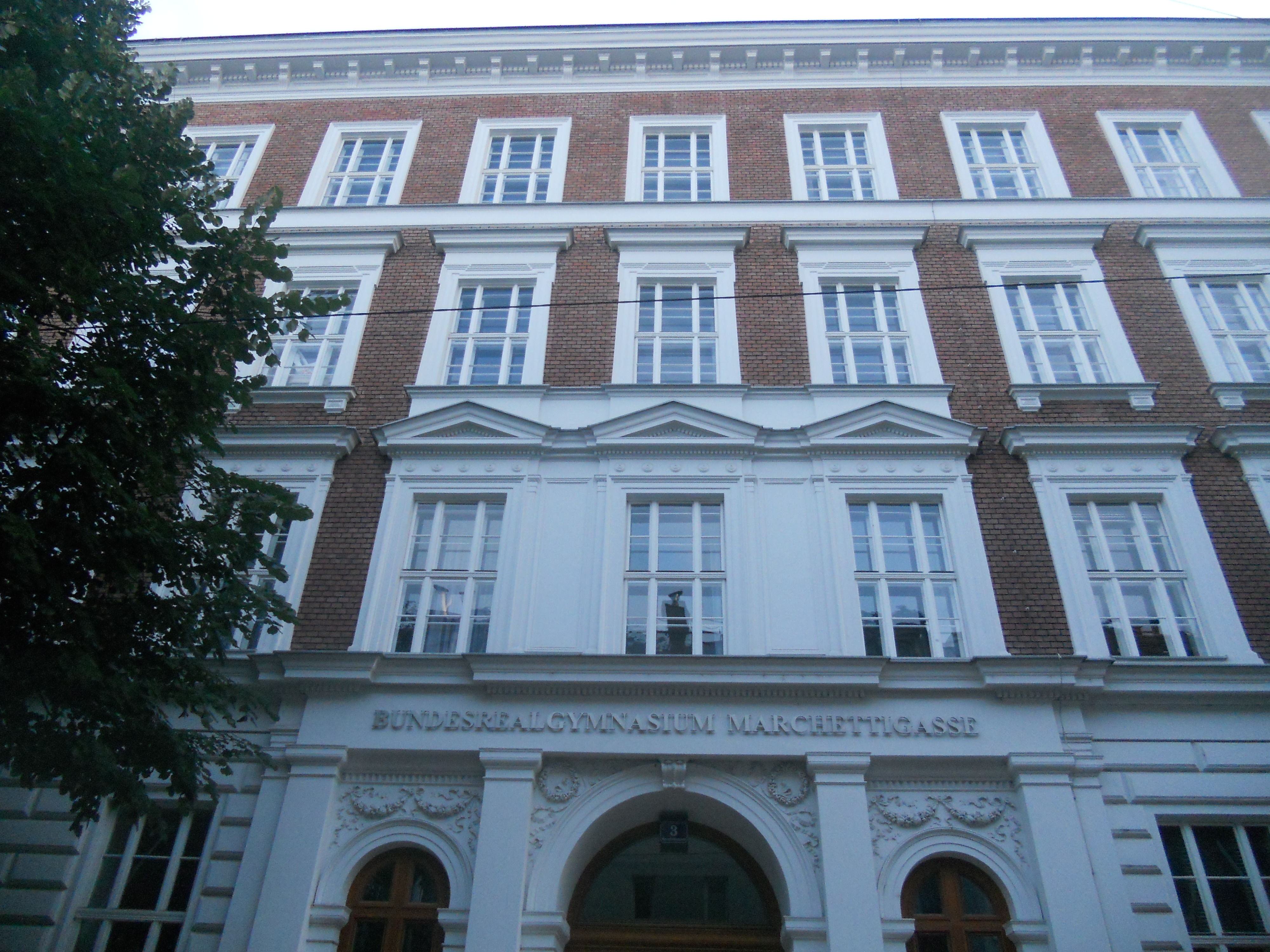
BRG6 Marchettigasse
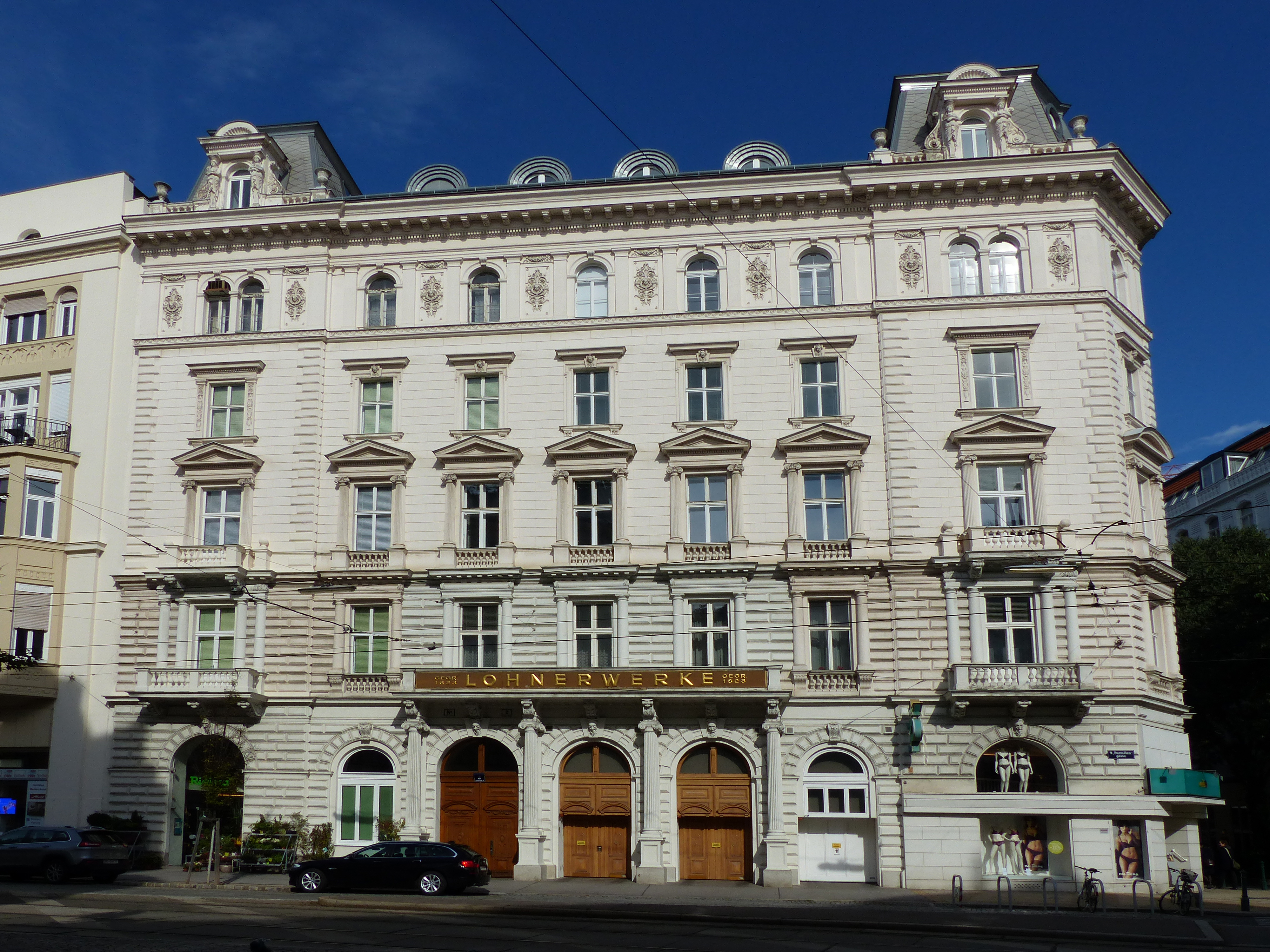
Direktionsgebäude der Lohnerwerke Wien, Porzellangasse 2
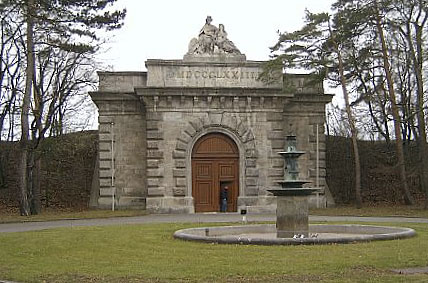
Rosenhügel-Reservoir in Wien